# Meriania longipes
Meriania longipes är en tvåhjärtbladig växtart som beskrevs av Otto Karl Berg och José Jéronimo Triana. Meriania longipes ingår i släktet Meriania och familjen Melastomataceae. Inga underarter finns listade i Catalogue of Life.